# Kroktjärnen (Frostvikens socken, Jämtland, 716305-142495)
Kroktjärnen är en sjö i Strömsunds kommun i Jämtland och ingår i Ångermanälvens huvudavrinningsområde. Sjön har en area på 0,0955 kvadratkilometer och ligger 552,6 meter över havet. Sjön avvattnas av vattendraget Junsterbäcken.

## Delavrinningsområde
Kroktjärnen ingår i det delavrinningsområde (716273-142535) som SMHI kallar för Utloppet av Kroktjärnen. Medelhöjden är 594 meter över havet och ytan är 0,97 kvadratkilometer. Räknas de 14 avrinningsområdena uppströms in blir den ackumulerade arean 30,15 kvadratkilometer. Junsterbäcken som avvattnar avrinningsområdet har biflödesordning 3, vilket innebär att vattnet flödar genom totalt 3 vattendrag innan det når havet efter 322 kilometer. Avrinningsområdet består mestadels av skog (90 procent). Avrinningsområdet har 0,09 kvadratkilometer vattenytor vilket ger det en sjöprocent på 9,4 procent.